# Henryk Jachimowicz
Henryk Jachimowicz (ur. 1926 w Hołynce w rejonie nieświeskim, zm. 4 października 1997) – mistrz i rekordzista Polski w strzelectwie myśliwskim.

## Życiorys
Urodzony w Hołyce, w rodzinie ziemiańskiej jako syn Aleksandra i Marii z domu Rytwińskiej. Po II wojnie światowej zamieszkał we Wrześni, gdzie był nauczycielem języka rosyjskiego w Zasadniczej Szkole Zawodowej (obecnie Zespół Szkół Politechnicznych im. Bohaterów Monte Cassino). Od 1953 był pracownikiem Zakładów Wytwórczych Głośników „Tonsil”, gdzie zajmował różne stanowiska, aż do kierownika zaopatrzenia.
Myśliwy, był założycielem i szefem Koła Łowieckiego „Szarak”. W 1973 na IX Mistrzostwach Mistrzostw Polski w Strzelaniach Myśliwskich Polskiego Związku Łowieckiego w Katowicach zdobył tytuł mistrzowski indywidualnie oraz jako czołowy zawodnik drużyny Wielkopolski.
Zmarł 4 października 1997 i został pochowany na cmentarzu komunalnym we Wrześni.

## Życie prywatne
Ożenił się z Aleksandrą Szczepańską, z którą miał córkę Ewę.